# PRAM1
PRAM1‏ (PML-RARA regulated adaptor molecule 1) هوَ بروتين يُشَفر بواسطة جين PRAM1 في الإنسان.